# Lahul
Lahul o Lahaul és una vall, subdivisió, tehsil i bloc de desenvolupament del districte de Lahul i Spiti a Himachal Pradesh. Del 1846 al 1941 fou un iwaziri (territori d'un wazir) que fou incorporat al subtehsil de Lahul i Spiti el 1941; el subtehsil va esdevenir districte el 1960.
La superfície era de 5.840 km². La població el 2001 era de 13.099 habitants i el 1901 de 7.205 habitants. Queda separat de Kangra i Kulu al sud i de Spiti a l'est per muntanyes que corren cap al sud, al Beas i Ravi, i l'est, al riu Spiti (afluent del Sutlej) i que culminen al Shurgan Tunga o Deo-Tibba de 6500 metres. L'antic estat de Chamba, modern districte de Chamba, està situat a l'oest. Els rius principals són el Chandra i el Bhaga que neixen al coll de Bara Lacha (5.100 metres) al nord i s'uneixen a Tandi per formar el Chenab que entra a Chamba. Unes muntanyes entre els dos rius agafen gran altures, amb un cim de 6.639 metres. L'altura de les parts habitades no supera generalment els 3.100 metres amb Kangser com a població més elevada a 3.517 metres. Les poblacions principals són Kyelang o Kyelong, i Kardang a ribes oposades del riu Bhaga a la carretera del pas de Rohtang que va entre Lahul i Kulu, i del pas de Bara Lacha que va cap al Ladakh. El grup principal de la població del territori són els kanets.

## Història
Hiuen Tsiang, el peregrí budista xinès, ja esmenta la vall el segle VII amb el nom de Lo-hu-lo. Es creu que generalment fou una dependència del regne de Tibet fins al segle X i va passar després a Ladakh. El 1580 a tot tardar, potser abans, es va fer independent i va estar governat per petits senyors, thakurs de famílies locals, que generalment pagaven tribut a Chamba. Quatre o cinc de les famílies de thakurs s'han mantingut. Vers el 1700 l'hegemonia va passar a Kulu sota Budh Singh, el fill de Raja Jagat Singh (contemporani de Shah Jahan i Aurangzeb). Va romandre en poder de Kulu fins a la conquesta d'aquest estat pels sikhs de Lahore el 1841. El 1846 va passar a domini britànic formant un iwaziri (territori d'un wazir).
El iwaziri fou incorporat al subtehsil de Lahul i Spiti el 1941; el subtehsil va esdevenir districte el 1960. L'iwaziri fou administrat per thakurs locals (amb poder no hereditari) supeditats al subcomissionat de Kulu. El thakur més influent fou Amar Chand, descendent d'un antic thakur i magistrat de segons classe, que governava al final del segle xix. El poder dels thakurs fou posat en qüestió a partir del 1930 i abolit el 1941.